# 경주시의 행정 구역
경주시의 행정 구역은 4읍 8면 11행정동으로 구성되며, 그 아래 186법정리·동, 301행정리, 332통, 3,200반으로 나뉜다. 경주시의 면적은 1,324.41km2로, 경상북도에서 안동시에 이어 두 번째로 넓은 기초자치단체이다.

## 행정 구역
| 이름       | 한자       | 면적(km2) | 세대    | 인구    | 행정지도 |
| ---------- | ---------- | --------- | ------- | ------- | -------- |
| 감포읍     | 甘浦邑     | 44.83     | 3,164   | 6,157   |          |
| 안강읍     | 安康邑     | 138.67    | 12,682  | 29,695  |          |
| 건천읍     | 乾川邑     | 90.46     | 5,163   | 10,808  |          |
| 외동읍     | 外東邑     | 109.76    | 8,118   | 16,823  |          |
| 문무대왕면 | 文武大王面 | 120.06    | 1,961   | 3,994   |          |
| 양남면     | 陽南面     | 84.95     | 3,285   | 6,904   |          |
| 내남면     | 內南面     | 122.03    | 2,521   | 5,205   |          |
| 산내면     | 山內面     | 143.03    | 1,890   | 3,307   |          |
| 서면       | 西面       | 52.13     | 1,885   | 3,671   |          |
| 현곡면     | 見谷面     | 55.78     | 5,776   | 16,282  |          |
| 강동면     | 江東面     | 81.48     | 3,554   | 7,268   |          |
| 천북면     | 川北面     | 58.21     | 2,411   | 5,426   |          |
| 중부동     | 中部洞     | 0.93      | 3,149   | 6,370   |          |
| 황오동     | 皇吾洞     | 1.33      | 4,030   | 8,283   |          |
| 성건동     | 城乾洞     | 6.44      | 8,574   | 17,758  |          |
| 황남동     | 皇南洞     | 22.16     | 3,407   | 6,690   |          |
| 선도동     | 仙桃洞     | 28.02     | 5,813   | 15,388  |          |
| 월성동     | 月城洞     | 31.37     | 3,119   | 6,768   |          |
| 용강동     | 龍江洞     | 5.06      | 6,608   | 18,716  |          |
| 황성동     | 隍城洞     | 3.84      | 9,891   | 28,965  |          |
| 동천동     | 東川洞     | 5.26      | 10,316  | 26,733  |          |
| 불국동     | 佛國洞     | 37.26     | 4,249   | 9,042   |          |
| 보덕동     | 普德洞     | 80.96     | 1,059   | 2,111   |          |
| 경주시     | 慶州市     | 1,324.41  | 112,625 | 262,364 |          |

※세대 및 인구는 2015년 2월 기준.

## 시내동지구의 법정동
| 행정동 | 법정동 |
| ------ | --- |
| 중부동 | 동부동(東部洞), 서부동(西部洞), 북부동(北部洞), 노동동(路東洞), 노서동(路西洞)                                             |
| 황오동 | 황오동(皇吾洞), 성동동(城東洞)                                                                                             |
| 성건동 | 성건동(城乾洞), 석장동(錫杖洞)                                                                                             |
| 황남동 | 황남동(皇南洞), 사정동(沙正洞), 탑동(塔洞), 배동(拜洞), 율동(栗洞)                                                         |
| 월성동 | 인왕동(仁旺洞), 교동(校洞), 동방동(東方洞), 도지동(道只洞), 남산동(南山洞), 구황동(九黃洞), 보문동(普門洞), 배반동(排盤洞) |
| 선도동 | 충효동(忠孝洞), 서악동(西岳洞), 효현동(孝峴洞), 광명동(光明洞)                                                             |
| 용강동 | 용강동(龍江洞) |
| 황성동 | 황성동(隍城洞) |
| 동천동 | 동천동(東川洞) |
| 불국동 | 진현동(進峴洞), 마동(馬洞), 하동(鰕洞), 평동(坪洞), 시래동(時來洞), 구정동(九政洞), 조양동(朝陽洞), 시동(矢洞)             |
| 보덕동 | 신평동(薪坪洞), 손곡동(蓀谷洞), 북군동(北軍洞), 천군동(千軍洞), 덕동(德洞), 황용동(黃龍洞), 암곡동(暗谷洞)                 |

## 읍·면지역의 법정리
| 읍·면      | 법정리 |
| ---------- | --- |
| 감포읍     | 대본리(坮本里), 전동리(典洞里), 전촌리(典村里), 나정리(羅亭里), 오류리(五柳里), 노동리(魯洞里), 팔조리(八助里), 호동리(虎洞里), 감포리(甘浦里) |
| 안강읍     | 검단리(檢丹里), 사방리(士方里), 갑산리(甲山里), 대동리(大洞里), 근계리(根溪里), 육통리(六通里), 노당리(老堂里), 옥산리(玉山里), 두류리(斗流里), 하곡리(霞谷里), 강교리(江橋里), 산대리(山垈里), 안강리(安康里), 양월리(楊月里), 청령리(靑令里)                                 |
| 건천읍     | 대곡리(大谷里), 용명리(龍明里), 신평리(薪坪里), 송선리(松仙里), 천포리(泉浦里), 화천리(花川里), 모량리(牟良里), 방내리(芳內里), 조전리(棗田里), 금척리(金尺里), 건천리(乾川里)                                                                                                 |
| 외동읍     | 입실리(入室里), 모화리(毛火里), 석계리(石溪里), 녹동리(碌洞里), 냉천리(冷川里), 제내리(提內里), 연안리(淵安里), 개곡리(開谷里), 활성리(活城里), 말방리(末方里), 죽동리(竹東里), 구어리(九魚里), 방어리(方於里), 괘릉리(掛陵里), 신계리(薪溪里), 문산리(汶山里), 북토리(北吐里) |
| 문무대왕면 | 어일리(魚日里), 입천리(卄川里), 두산리(斗山里), 송전리(松田里), 죽전리(竹田里), 구길리(九吉里), 용당리(龍堂里), 봉길리(奉吉里), 권이리(權伊里), 호암리(虎岩里), 용동리(龍洞里), 와읍리(臥邑里), 안동리(安洞里), 장항리(獐項里), 범곡리(凡谷里)                                 |
| 양남면     | 하서리(下西里), 수렴리(水念里), 신서리(新西里), 서동리(瑞洞里), 효동리(孝洞里), 상계리(上溪里), 신대리(新垈里), 읍천리(邑川里), 석촌리(石村里), 석읍리(石邑里), 기구리(基邱里), 환서리(環西里), 상라리(上羅里), 나산리(羅山里), 나아리(羅兒里)                                 |
| 내남면     | 명계리(椧溪里), 노곡리(蘆谷里), 월산리(月山里), 이조리(伊助里), 용장리(茸長里), 망성리(望星里), 화곡리(花谷里), 부지리(鳧池里), 덕천리(德泉里), 상신리(上辛里), 안심리(安心里), 박달리(朴達里), 비지리(飛只里)                                                                 |
| 산내면     | 감산리(甘山里), 내칠리(內七里), 외칠리(外七里), 일부리(日富里), 신원리(新院里), 의곡리(義谷里), 내일리(乃日里), 우라리(牛羅里), 대현리(大賢里) |
| 서면       | 천촌리(泉村里), 아화리(阿火里), 도계리(道溪里), 도리(道里), 서오리(棲梧里), 심곡리(深谷里), 사라리(舍羅里), 운대리(雲臺里) |
| 현곡면     | 라원리(羅原里), 소현리(小見里), 하구리(下邱里), 상구리(上邱里), 무과리(武科里), 남사리(南莎里), 금장리(金丈里), 래태리(來台里), 가정리(柯亭里), 오류리(五柳里) |
| 강동면     | 모서리(毛西里), 호명리(虎鳴里), 안계리(安溪里), 다산리(多山里), 단구리(丹邱里), 유금리(有琴里), 오금리(吾琴里), 왕신리(旺信里), 국당리(菊堂里), 인동리(仁洞里), 양동리(良洞里)                                                                                                 |
| 천북면     | 물천리(勿川里), 덕산리(德山里), 갈곡리(葛谷里), 성지리(聲池里), 동산리(東山里), 화산리(花山里), 오야리(吾也里), 모아리(毛兒里), 신당리(神堂里) |

## 연혁

### 근대 이전
- 신라 시대 서라벌 또는 계림이라 불리는 신라의 수도였다.
- 935년 신라가 멸망하고 고려에 편입되면서, 경주(慶州)로 개칭되었다.경주에 동남도 도부서사(東南道 都部署使)를 두었다.
- 987년 동경유수관(東京留守官)으로 개칭하였다.
- 993년 동경유수사(留守使)로 칭하고 영동도(嶺東道)를 귀속시켰다. 영동도는 9주 35현으로 편제되었다.
- 1012년 경주로 격하되었다.
- 1018년 경주대도호부(慶州大都護府)로 개칭되었다.
- 1027년 경주목(慶州牧)으로 개편되었다.
- 1030년 다시 동경유수관이 되었다.
- 1204년에 일어난 농민반란으로 인해 지경주사(知慶州事)로 격하되고, 관내 일부 고을이 상주, 안동에 편입되었다. 1219년에 다시 동경유수관으로 환원되었다.
- 1308년 계림부(鷄林府)로 개편되었다.
- 조선 초기 경주부(慶州府)로 개칭하고, 경상도의 감영을 경주에 두었다. 경주부는 4개 속현과 3개 부곡을 관할하였다.
- 1408년 경상도 감영이 상주로 이전하였다.
- 1637년 속현이던 자인현이 주현으로 승격하여 경주부에서 독립하였다.
- 1653년 구사부곡이 자인현에 편입되었다.
- 조선 말기까지 남은 속현과 부곡이 모두 면으로 전환되었다.
  - 안강현 → 강동면, 강서면
  - 기계현 → 기계면
  - 신광현 → 신광면
  - 죽장부곡 → 죽장면
  - 북안곡부곡 → 북안면

### 근대 이후
- 1895년 6월 23일(음력 윤5월 1일) 동래부 경주군(慶州郡)으로 개편하였다.

15면 - 부내면(府內面), 내동면(內東面), 외동면(外東面), 동해면(東海面), 내남면(內南面), 외남면(外南面), 서면(西面), 산내면(山內面), 천북면(川北面), 현곡면(見谷面), 강동면(江東面), 강서면(江西面), 신광면(神光面), 기계면(杞溪面), 죽장면(竹長面)
- 1896년 8월 4일 경상북도 경주군으로 개편하였다.
- 1906년 외남면이 울산군에, 동해면이 장기군에, 신광면과 기계면이 흥해군에, 죽장면이 청하군에 편입되었다.
- 1914년 4월 1일 장기군 내남면, 양남면(동해면이 장기군 관할 하에서 분면하였다)이 경주군에 환원되었다. 내남면을 양북면으로 개칭하였다.[1]

| 1914년          | 1914년 | 현재              | 현재 |
| 면              | 동 | 구·읍·면          | 동·리 |
| --------------- | --- | ----------------- | --- |
| 부내면 (府內面) | 동부리, 서부리, 북부리, 광명리, 교리, 노서리, 노동리, 사정리, 서악리, 성건리, 성동리, 인왕리, 충효리, 효현리, 황남리, 황오리                       | 경주시            | 동부동, 서부동, 북부동, 광명동, 교동, 노서동, 노동동, 사정동, 성건동, 성동동, 인왕동, 충효동, 효현동, 황남동, 황오동                         |
| 내동면 (內東面) | 구정리, 구황리, 남산리, 덕동리, 도지리, 동방리, 마동리, 배반리, 보문리, 시리, 시래리, 신평리, 암곡리, 조양리, 진현리, 천군리, 평리, 하동리, 황룡리 | 경주시            | 구정동, 구황동, 남산동, 덕동, 도지동, 동방동, 마동, 배반동, 보문동, 시동, 시래동, 신평동, 암곡동, 조양동, 진현동, 천군동, 평동, 하동, 황룡동 |
| 현곡면 (見谷面) | 금장리 일부 | 경주시            | 석장동 |
| 현곡면 (見谷面) | 가정리, 금장리, 나원리, 남사리, 내태리, 무과리, 상구리, 소현리, 오류리, 하구리                                                                     | 경주시 현곡면     | 가정리, 금장리, 나원리, 남사리, 내태리, 무과리, 상구리, 소현리, 오류리, 하구리                                                               |
| 산내면 (山內面) | 감산리, 내일리, 내칠리, 대현리, 신원리, 외칠리, 우라리, 의곡리, 일부리                                                                             | 경주시 산내면     | 감산리, 내일리, 내칠리, 대현리, 신원리, 외칠리, 우라리, 의곡리, 일부리                                                                       |
| 외동면 (外東面) | 개곡리, 괘릉리, 구어리, 냉천리, 녹동리, 말방리, 모화리, 문산리, 방어리, 북토리, 석계리, 신계리, 연안리, 입실리, 제내리, 죽동리, 활성리             | 경주시 외동읍     | 개곡리, 괘릉리, 구어리, 냉천리, 녹동리, 말방리, 모화리, 문산리, 방어리, 북토리, 석계리, 신계리, 연안리, 입실리, 제내리, 죽동리, 활성리       |
| 강동면 (江東面) | 국당리, 다산리, 단구리, 모서리, 안계리, 양동리, 오금리, 왕신리, 유금리, 인동리, 호명리                                                             | 경주시 강동면     | 국당리, 다산리, 단구리, 모서리, 안계리, 양동리, 오금리, 왕신리, 유금리, 인동리, 호명리                                                       |
| 강서면 (江西面) | 갑산리, 강교리, 검단리, 근계리, 노당리, 대동리, 두류리, 산대리, 안강리, 양월리, 옥산리, 육통리, 하곡리                                             | 경주시 안강읍     | 갑산리, 강교리, 검단리, 근계리, 노당리, 대동리, 두류리, 산대리, 안강리, 양월리, 옥산리, 육통리, 하곡리                                       |
| 천북면 (川北面) | 청령리, 사방리 | 경주시 안강읍     | 청령리, 사방리 |
| 천북면 (川北面) | 갈곡리, 덕산리, 동산리, 모아리, 물천리, 성지리, 신당리, 오야리, 화산리                                                                             | 경주시 천북면     | 갈곡리, 덕산리, 동산리, 모아리, 물천리, 성지리, 신당리, 오야리, 화산리                                                                       |
| 천북면 (川北面) | 동천리, 북군리, 손곡리, 용강리, 황성리 | 경주시            | 동천동, 북군동, 손곡동, 용강동, 황성동 |
| 내남면 (內南面) | 배리, 율동리, 탑리 | 경주시            | 배동, 율동, 탑동 |
| 내남면 (內南面) | 노곡리, 덕천리, 망성리, 명계리, 박달리, 부지리, 비지리, 상신리, 안심리, 용장리, 월산리, 이조리, 화곡리                                             | 경주시 내남면     | 노곡리, 덕천리, 망성리, 명계리, 박달리, 부지리, 비지리, 상신리, 안심리, 용장리, 월산리, 이조리, 화곡리                                       |
| 서면 (西面)     | 도리, 도계리, 사라리, 서오리, 심곡리, 아화리, 운대리, 천촌리                                                                                       | 경주시 서면       | 도리, 도계리, 사라리, 서오리, 심곡리, 아화리, 운대리, 천촌리                                                                                 |
| 서면 (西面)     | 건천리, 금척리, 대곡리, 모량리, 방내리, 송선리, 신평리, 용명리, 조전리, 천포리, 화천리                                                             | 경주시 건천읍     | 건천리, 금척리, 대곡리, 모량리, 방내리, 송선리, 신평리, 용명리, 조전리, 천포리, 화천리                                                       |
| 양북면 (陽北面) | 구길리, 권이리, 두산리, 범곡리, 봉길리, 송전리, 안동리, 어일리, 와읍리, 용당리, 용동리, 입천리, 장항리, 죽전리, 호암리                             | 경주시 문무대왕면 | 구길리, 권이리, 두산리, 범곡리, 봉길리, 송전리, 안동리, 어일리, 와읍리, 용당리, 용동리, 입천리, 장항리, 죽전리, 호암리                       |
| 양북면 (陽北面) | 감포리, 나정리, 노동리, 대본리, 오류리, 전동리, 전촌리, 팔조리, 호동리                                                                             | 경주시 감포읍     | 감포리, 나정리, 노동리, 대본리, 오류리, 전동리, 전촌리, 팔조리, 호동리                                                                       |
| 양남면 (陽南面) | 기구리, 나산리, 나아리, 상계리, 상라리, 서동리, 석촌리, 석읍리, 수렴리, 신대리, 신서리, 읍천리, 하서리, 환서리, 효동리                             | 경주시 양남면     | 기구리, 나산리, 나아리, 상계리, 상라리, 서동리, 석촌리, 석읍리, 수렴리, 신대리, 신서리, 읍천리, 하서리, 환서리, 효동리                       |

12면 - 부내면, 내동면, 외동면, 내남면, 산내면, 서면, 현곡면, 강서면, 강동면, 천북면, 양남면, 양북면
| 조선총독부령 제111호 |             | |
| 구 행정구역 | 신 행정구역 | 신 행정구역 |
| 경주군 부내면(府內面) 동부리/남부리, 서부리, 북부리, 화절리/동내리/광명리, 천원리/교리 일부, 노서리/효문리/노동리 일부/사정리 일부, 노동리 일부, 사정리 일부, 서악리 일부, 성북리/성서리 일부, 좌리/북정리 일부, 인왕리/신기리 일부/교리 일부/(내동면)사리 일부, 충효리/야척리/양재리/재동/서악리 일부, 효현리/와룡리/와산리, 황남리/노동리 일부, 황오리/신기리 일부 | 부내면      | 동부리, 서부리, 북부리, 광명리, 교리, 노서리, 노동리, 사정리, 서악리, 성건리, 성동리, 인왕리, 충효리, 효현리, 황남리, 황오리                         |
| 경주군 내동면(內東面) 구정리/하동 일부, 구황리/사리 일부, 남산리/원리 일부/망덕리 일부, 천군리 일부/덕동 일부, 도지리 일부/동방리 일부/원리 일부, 동방리 일부/망덕리 일부, 마동 일부/하동 일부, 배반리/능지리/보문리 일부, 보문리 일부, 대일리/시리 일부/월라리 일부, 시래리/마동 일부/광산리 일부, 신평리/(천북면)북군리 일부, 명곡리/청곡리/왕산리 일부, 도지리 일부/평리 일부/시리 일부/조양리 일부/구정리 일부, 석길리/진현리 일부/광산리 일부, 아동/천군리 일부, 조양리 일부/평리 일부/시리 일부/원리 일부, 매곡리/하동 일부, 황룡동/덕동 일부/천군리 일부        | 내동면      | 구정리, 구황리, 남산리, 덕동리, 도지리, 동방리, 마동리, 배반리, 보문리, 시리, 시래리, 신평리, 암곡리, 조양리, 진현리, 천군리, 평리, 하동리, 황룡리   |
| 경주군 현곡면(見谷面) 가정리, 석장리/금장리/(부내면)성서리 일부, 나원리 일부/(천북면)청령리 일부/신당리 일부, 종동/남사리, 웅암리/내태리, 무과동, 상구리/구평리, 소현리, 오류리/협평리, 하구리 | 현곡면      | 가정리, 금장리, 나원리, 남사리, 내태리, 무과리, 상구리, 소현리, 오류리, 하구리                                                                       |
| 경주군 산내면(山內面) 어두리/원동/장사리/감존리, 판교리/내일리/소태리/대현리 일부/(내남면)박달리 일부, 내칠리, 시다리/동곡리/대현리 일부/(경상남도 울산군 두서면)소호동 일부, 신전리/신원리 일부, 외칠리, 우라리, 의곡리, 심천리/일부리 | 산내면      | 감산리, 내일리, 내칠리, 대현리, 신원리, 외칠리, 우라리, 의곡리, 일부리                                                                               |
| 경주군 외동면(外東面) 개곡리 일부/대성리 일부, 괘릉리/영지리/상신리 일부/하신리 일부, 구어리/송계리/어영리 일부, 냉천리 일부/지초리 일부, 녹동리/성저리/상석리 일부, 말방리/장산리/대성리 일부, 상모리/하모리/계동리/문산리 일부/우박리 일부, 문산리 일부/어영리 일부/우박리 일부, 방어리/원동, 북토리/사지리/둔전리/(내동면)월라리 일부, 하석리/상석리 일부, 상신리 일부/하신리 일부/진현리 일부/(내동면)광산리 일부, 상연리/하연리/연안리 일부/개곡리 일부, 입실리/순금리/연안리 일부, 제내리/사일리/지초리 일부, 죽동리/신원리/활성리 일부/냉천리 일부, 활성리 일부 | 외동면      | 개곡리, 괘릉리, 구어리, 냉천리, 녹동리, 말방리, 모화리, 문산리, 방어리, 북토리, 석계리, 신계리, 연안리, 입실리, 제내리, 죽동리, 활성리               |
| 경주군 강동면(江東面) 국당리/장승리/상오리 일부, 다산리/천서리 일부, 단구리/천서리 일부, 모서리 일부, 사곡리/심동/구향리/시곡리, 양동 일부, 하오리/상오리 일부, 왕신리/사라리/밀곡리/빈암리, 내동/공정리/유금리/광암리/덕남리 일부, 인좌리/인량리/덕남리 일부, 호명리 일부 | 강동면      | 국당리, 다산리, 단구리, 모서리, 안계리, 양동리, 오금리, 왕신리, 유금리, 인동리, 호명리                                                               |
| 경주군 강서면(江西面) 갑산리/산전리 일부/(강동면)호명리 일부/모서리 일부, 판교리/야일리, 검단리 일부/사방리 일부, 근계리, 노당리/초제리/(강동면)초감리 일부, 대동/박동/산전리 일부, 두류리/사박리/하곡리 일부, 산대리, 안강리/양월리 일부, 양월리 일부/(강동면)양동 일부, 옥산리, 육통리/(강동면)초감리 일부/양동 일부, 하곡리 일부, 사방리/(강동면)모서리 일부 | 강서면      | 갑산리, 강교리, 검단리, 근계리, 노당리, 대동리, 두류리, 산대리, 안강리, 양월리, 옥산리, 육통리, 하곡리, 사방리                                       |
| 경주군 천북면(川北面) 동천리/고성리 일부/용강리 일부/(내동면)사리 일부/(부내면)북정리, 북군리 일부, 손곡리 일부, 신리 일부/용강리 일부/지북리 일부, 지북리 일부/고성리 일부/(현곡면)나원리 일부, 청령리 일부/(강서면)검단리 일부, 남아리/갈곡리 일부, 덕산리, 동산리/모아리 일부, 모아리 일부, 물천리/옥동/손곡리 일부/갈곡리 일부, 성지리/강정리/중방리, 신당리 일부/신리 일부, 서평리/오야리 일부/모아리 일부, 화산리/모아리 일부/오야리 일부 | 천북면      | 동천리, 북군리, 손곡리, 용강리, 황성리, 청령리, 갈곡리, 덕산리, 동산리, 모아리, 물천리, 성지리, 신당리, 오야리, 화산리                               |
| 경주군 내남면(內南面) 배리/갈석리, 도초리/율동/두대리/두동 일부, 월남리/탑리, 백운리/노곡리 일부, 신을리/남성리/구왕리, 신리/두동 일부, 상명리/하명리 일부, 고사리 일부/박달리 일부/(경상남도 울산군 두서면)내와동 일부, 와지리/천면리, 비고리, 평리/상신리/광석리, 안심리/구일리, 용장리/이조리 일부, 노곡리 일부/월산리 일부, 월산리 일부/이조리 일부, 화곡리/송림리 | 내남면      | 배리, 율동리, 탑리, 노곡리, 덕천리, 망성리, 명계리, 박달리, 부지리, 비지리, 상신리, 안심리, 용장리, 월산리, 이조리, 화곡리                           |
| 경주군 서면(西面) 도동, 도계리/도음리, 금라리, 서오리/천촌리 일부, 심곡리 일부, 아화리/상추리 일부/심곡리 일부, 운곡리/군곡리/신평리 일부, 천촌리 일부, 건천리, 금척리, 대곡리/제내리, 모량리, 방내리, 선동/사동/창리/송전리/우중리, 신기리/돈지리/신평리 일부, 밀이리/명장리, 조전리/박곡리, 천포리, 고천리/고백리 | 서면        | 도리, 도계리, 사라리, 서오리, 심곡리, 아화리, 운대리, 천촌리, 건천리, 금척리, 대곡리, 모량리, 방내리, 송선리, 신평리, 용명리, 조전리, 천포리, 화천리 |
- 1917년 10월 1일 부내면을 경주면으로 개칭하였다.
- 1931년 4월 1일 경주면을 경주읍으로 승격하였다.[4] (1읍 11면)
- 1937년 7월 1일 양북면 감포리 외 8개리를 분면하여 감포읍을 설치하였다.[5] (2읍 11면)
- 1949년 5월 20일 강서면을 안강읍으로 승격하였다.[6] (3읍 10면)
- 1955년 9월 1일 경주읍·내동면 일원을 관할로 경주시가 설치되고, 잔여지역은 월성군으로 개칭하였다. (2읍 9면)[7]

| 법률 제370호 경주시설치에관한법률    |             |
| 구 행정구역                          | 신 행정구역 |
| 경주군 경주읍 일원                   | 경주시 일원 |
| 경주군 내동면 일원                   | 경주시 일원 |
| 경주군 천북면 동천리, 황성리, 용강리 | 경주시 일원 |
| 경주군 내남면 탑리                   | 경주시 일원 |
| 경주군 일원(경주시 관할구역 제외)    | 월성군 일원 |
- 1963년 10월 1일 구 내동면 지역에 불국사출장소와 덕동출장소가 설치되었다.
- 1973년 7월 1일 경주시 39개 법정동을 22개 행정동으로 개편하였다. 월성군 서면 일부를 건천읍으로 분면하였다. 천북면 청령리와 사방리를 안강읍에 편입하였다.[8]

| 시조례 제469호                                                               |                                                              |
| 구 행정구역(법정동,출장소)                                                   | 신 행정구역(행정동(법정동,출장소))                           |
| 경주시 동부동, 서부동, 북부동                                                | 성내동(동부동, 서부동, 북부동)                               |
| 경주시 노동동, 노서동                                                        | 중앙동(노서동, 노동동)                                       |
| 경주시 성동동, 황오동, 성건동, 사정동, 황남동, 교동, 인왕동, 탑동            | 성동동, 황오동, 성건동, 탑정동(사정동, 교동, 인왕동, 탑동)   |
| 경주시 서악동, 효현동, 광명동, 충효동                                        | 서현동(서악동, 효현동), 광명동, 충효동                       |
| 경주시 동방동, 도지동, 남산동                                                | 남산동(도지동, 동방동, 도지동)                               |
| 경주시 배반동, 구황동, 보문동                                                | 보황동(배반동, 구황동, 보문동)                               |
| 경주시 황성동, 용강동, 동천동                                                | 용황동(황성동, 용강동), 동천동                               |
| 경주시 불국사출장소(평동,조양동,시동,시래동,구정동,마동,하동,진현동,천군1동) | 불국동(불국사출장소에 관할 정래동,구정동,시래동,시동,조양동) |
| 경주시 덕동출장소(천군2동,신평동,덕동,암곡동,황용동)                         | 정래동(덕동출장소에 관할 하동, 마동, 진현동)                 |
| 대통령령 제6543호 읍설치에관한규정                                                          |             |
| 구 행정구역                                                                                 | 신 행정구역 |
| 서면 건천리, 천포리, 송선리, 신평리, 용명리, 대곡리, 화천리, 모양리, 방내리, 금척리, 조전리 | 건천읍 일원 |
| 천북면 청량리, 사방리                                                                       | 안강읍 일부 |
- 1975년 10월 1일 월성군 내남면 율동리, 배리를 경주시 탑정동에, 천북면 북군리, 손곡리를 경주시 천군동에, 양북면 범곡리 및 외동면 신계리의 각 일부를 경주시 불국동에 편입하였다.[9]

| 대통령령 제7817호            |             |
| 구 행정구역                  | 신 행정구역 |
| 월성군 내남면 율동리, 배리   | 경주시 일부 |
| 월성군 천북면 북군리, 손곡리 | 경주시 일부 |
- 1980년 12월 1일 월성군 외동면을 외동읍으로 승격하였다.[10] (4읍 8면)
- 1984년 9월 1일 경주시 불국사출장소와 덕동출장소를 폐지하였다.[11]
- 1986년 5월 1일 경주시 충효동, 서현동, 광명동을 선도동으로, 천군동, 덕황동, 암곡동을 보덕동으로 통합하였다. 배남동과 삼성동이 폐지되고 배남동 관할의 남산동과 삼성동 관할의 평동이 도동동에, 배남동 관할의 배반동이 보황동에, 삼성동 관할의 시동, 조양동이 정래동에 편입되었다.
- 1987년 1월 1일 월성군 양북면 봉길리 일부가 양남면 나아리에, 현곡면 금장리 일부가 경주시 성건동에 편입되었다. 경주시에 편입된 금장리 지역은 법정동인 석장동이 되었다.
- 1989년 1월 1일 월성군을 경주군으로 명칭을 환원하였다.[12]
- 1995년 1월 1일 경주시 일원과 경주군 일원을 관할로 도농복합형태의 경주시가 설치되었다.[13] (4읍 8면 16동)
- 1995년 3월 1일 용황동을 용강동, 황성동으로 분동하였다.
- 1995년 5월 27일 안강읍 갑산2리 일부를 강동면 모서리에, 동천동 일부를 황성동에 편입하였다.
- 1998년 11월 14일 성내동, 중앙동을 중부동으로, 인교동, 보황동, 도동동을 월성동으로 통합하고, 정래동을 불국동에 편입하였다.[14] (4읍 8면 13행정동)
- 2009년 1월 5일 성동동을 황오동에, 탑정동을 황남동에 편입하였다. (4읍 8면 11행정동)
- 2021년 4월 1일 양북면을 문무대왕면으로 개칭하였다.